# Pont des Chouans

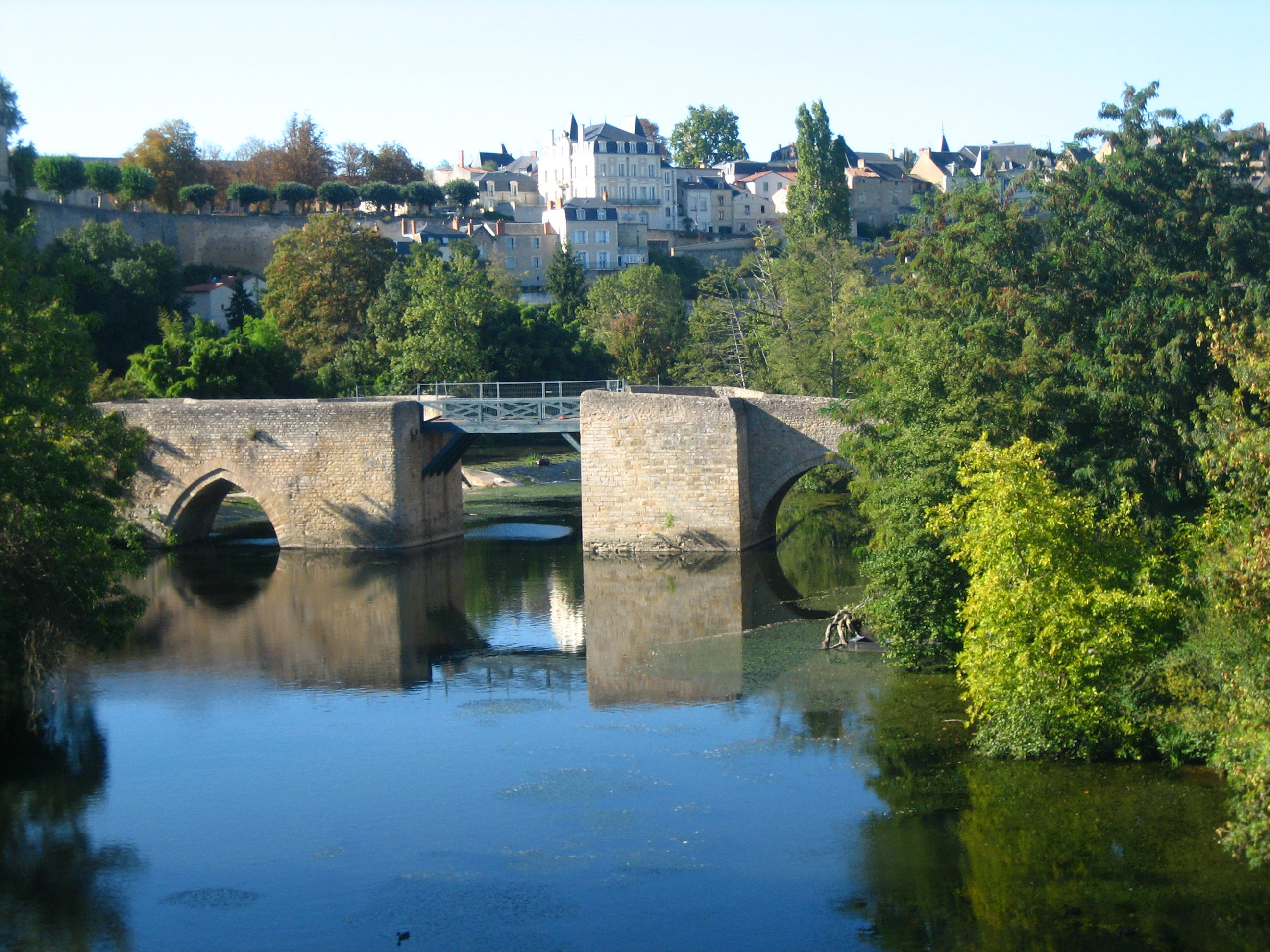
Pont des Chouans

De Pont des Chouans (ook Pont Neuf, eertijds Pont Saint-Jean) is een van oorsprong middeleeuwse brug over de Thouet in de Franse stad Thouars.

## Beschrijving
De brug verbindt Thouars en Saint-Jean-de-Thouars over de Thouet. De stenen brug bestaat uit zes bogen en een overbrugging door een metalen brugje op de plaats waar de oorspronkelijke zevende boog is verdwenen. De stenen brugpijlers zijn aan een zijde driehoekig om beter te kunnen weerstaan aan de stroming van de rivier. De huidige naam is verbonden met de Opstand in de Vendée na de Franse Revolutie. De Chouans waren de katholieke opstandelingen, trouw aan de Franse koning, die in de streek vochten tegen het leger van de republiek en op 5 mei 1793 hier de Thouet overstaken.

## Geschiedenis
De brug werd gebouwd in de eerste helft van de 13e eeuw om de stroomafwaarts gelegen Pont Saint-André uit de 12e eeuw te vervangen. De nieuwe brug lag onderaan het kasteel van Thouars. De brug stond eerst bekend onder de naam Pont Saint-Jean. In de 15e eeuw werd de brug versterkt. In het midden kwam er een versterkte poort en een boog werd weggenomen en in de plaats kwam er een houten valbrug. Aan de zijde tegenover de stad kwam er een barbacane bestaande uit een poort en een muur met daarop vier of vijf torens. In de 18e eeuw verdwenen deze versterkingen die geen militair nut meer hadden. Ook werd de valbrug vervangen door een vaste houten overbrugging. Halfweg de 19e eeuw werd er een nieuwe brug stroomafwaarts gebouwd op de nieuwe route nationale en verloor de brug haar functie als verkeersader. In 1944 werden de bruggen over de Thouet in Thouars opgeblazen door zich terugtrekkende Duitse troepen om de geallieerde opmars te vertragen. Na de oorlog werd de Pont Neuf niet meer opgebouwd. Er werd een tijdelijke metalen voetgangersbrug gelegd op de resterende brugpijlers. In 1984-1985 werd de brug gereconstrueerd naar haar toestand in 1944. De brug kreeg toen de naam Pont des Chouans.